# زوپ
زوپ (انگلیسی: Zope) شرکت نرم‌افزار آمریکایی است، که در سال ۱۹۹۵ تأسیس شد.